# Tom Jones (1917)
Tom Jones é um filme britânico de 1917, do gênero comédia, dirigido por Edwin J. Collins e estrelado por Langhorn Burton, Sybil Arundale e Will Corrie. É uma adaptação do romance de 1749, Tom Jones, de Henry Fielding.

## Elenco
- Langhorn Burton - Tom Jones
- Sybil Arundale - Molly Seagrim
- Will Corrie - Squire Western
- Wyndham Guise - Squire Allworthy
- Bert Wynne - William Blifil
- Nelson Ramsey - Thwackum
- Dora De Winton - Miss Western
- Jeff Barlow - Lieutenant Waters